# Джунглі (роман)
«Джунглі» — роман 1906 року американського журналіста і прозаїка Ептона Сінклера (1878—1968). Роман описує суворі умови та експлуатацію життя іммігрантів у Сполучених Штатах в Чикаго та подібних індустріальних містах. Основною метою Сінклера в описі м'ясної промисловості та її умов праці був розвиток соціалізму в США. Однак більшість читачів були більше стурбовані кількома уривками, що викривали загрозу для здоров'я та антисанітарну практику в американській м'ясопереробній промисловості на початку 20 століття, що значною мірою сприяло громадському резонансу, що призвів до реформ, включаючи Закон про інспекцію м'яса. Сінклер сказав про реакцію громадськості: «Я цілив у серце публіки, і випадково вдарив її у живіт».
Книга зображує бідність робочого класу, відсутність соціальної підтримки, суворі та неприємні умови життя та праці, і безвихідність серед багатьох робітників. Ці елементи протиставляються глибоко вкоріненій корупції людей при владі. Письменник Джек Лондон у своїй рецензії назвав книгу «хатиною дядька Тома найманого рабства».
Сінклер вважався майкрейкером, журналістом, який викривав корупцію в уряді та бізнесі. У 1904 році Сінклер провів сім тижнів, збираючи інформацію, працюючи інкогніто на м'ясокомбінатах чиказьких заводів для соціалістичної газети «Апеляція до розуму». Вперше він опублікував роман у серійній формі в 1905 році в газеті, пізніше був опублікований як книга видавничою компанією Даблдей в 1906 році.

## Короткий зміст сюжету
Головний герой книги Юргіс Рудкус, литовський іммігрант, що намагається звести кінці з кінцями в Чикаго. Книга починається з дружини Они та їхнього весільного застілля. Він із сім'єю мешкає біля району заводу та м'ясокомбінату, де працює багато іммігрантів, які не знають англійської. Він влаштовується на бійню Брауна. Юргіс думав, що США запропонують більше свободи, але він вважає умови праці суворими. Він та його молода дружина намагаються вижити, оскільки вони влізли у борги і стають жертвами шахраїв. Юргіс очікував підтримати свою дружину та інших родичів, але усі — жінки, діти та його хворий батько — шукають роботу, щоб вижити. У міру розвитку роману робота та засоби, які сім'я використовує, щоб залишатися в живих, повільно ведуть до їх фізичного та морального занепаду. Нещасні випадки на роботі та інші події наближають сім'ю до катастрофи.

## Головні персонажі
- Юргіс Рудкус, литовець, який іммігрує до США і намагається утримувати свою сім'ю.
- Она Рудкус, дружина-підліток Юргіса.
- Марія Берчинскас, кузина Они.
- Тета Ельжбета Лукошайте, мачуха Они. Вона піклується про дітей і з часом стає жебрачкою.
- Деде Антанас, батько Юргіса. Він допомагає сім'ї, незважаючи на свій вік та поганий стан здоров'я.
- Йокубас Шедвілас, литовський іммігрант, який має гастроном на вулиці Халстед.
- Едвард Марцінкус, литовський іммігрант і друг сім'ї.
- Антанас, син Юргіса та Они, інакше відомий як «Дитина».

## Історія публікацій
Сінклер опублікував книгу в серійній формі між 25 лютого 1905 року і 4 листопада 1905 року в соціалістичній газеті « Апеляція до розуму», яка попереднього року підтримала розслідування Сінклера під прикриттям. Це розслідування надихнуло Ептона на написання роману, але його спроби видати серію як книгу зустріли опір. Співробітник Macmillan написав:
Раджу без роздумів і беззастережно не видавати цієї книги, яка не пом’якшує похмурості та жахів. Відчувається, що в основі його лютості лежить не стільки бажання допомогти бідним, скільки ненависть до багатих.
П'ятеро видавців відхилили роботу, оскільки вона була надто шокуючою. Сінклер збирався самостійно опублікувати скорочену версію роману в «Sustainer's Edition» для передплатників, як Даблдей з'явився на борту; 28 лютого 1906 року видання Даблдей вийшло одночасно з випуском Сінклера, який з'явився під назвою «Видавнича компанія Джунглі» із символом Соціалістичної партії, вибитим на обкладинці, обидва на одних і тих же табличках. За перші шість тижнів було продано 25 000 примірників. З тих пір вона друкується, включаючи ще чотири видавництва, що вийшли у власному виданні (1920, 1935, 1942, 1945). Сінклер присвятив книгу «Робітникам Америки». Усі твори, опубліковані в США до 1924 року, перебувають у відкритому доступі, тому на вебсайтах, таких як Project Gutenberg та Вікіджерела, є безкоштовні копії книги.

## Видання без цензури
У 2003 році See Sharp Press опублікував видання, засноване на оригінальній серіалізації «Джунглі в апеляції до розуму», яку вони назвали «Нецензурним оригінальним виданням», як задумував Сінклер. У передмові та вступі сказано, що комерційні видання були піддані цензурі, щоб зробити їх політичний посил прийнятним для капіталістичних видавців. Інші стверджують, що Сінклер сам зробив ці зміни, щоб зробити роман більш точним і привабливим для читача, виправив литовські посилання та спростив усунення нудних частин, як сам Сінклер говорив у листах та своїх мемуарах «Американський форпост» (1932).

## Адаптації
Кіноверсія роману була зроблена в 1914 році, але з того часу вона втрачена.